# Wendy Carlos
Wendy Carlos, född Walter Carlos 14 november 1939 i Pawtucket, Rhode Island, är en amerikansk musiker och kompositör, mest känd för sin elektroniska musik och sin filmmusik.
Hon gjorde bland annat tidiga inspelningar med syntar av märket Moog. I ett nära samarbete med Robert Moog släppte Carlos den uppmärksammade skivan Switched-On Bach 1968, där hon tolkade Johann Sebastian Bachs musik. Carlos har senare komponerat filmmusik till bland annat Stanley Kubricks filmer A Clockwork Orange, The Shining och Tron.
Carlos har bidragit till att öka medvetenheten om transpersoners villkor. 1979 berättade hon i en intervju att hon hade levt som kvinna sedan åtminstone 1968, och att hon 1972 fick könsbekräftande kirurgi.
Från och med 2020 är det mesta av Carlos musik inte längre tillgänglig och finns inte på digitala plattformar för streaming eller nedladdning.

## Verk i urval
- 1968 – Switched-On Bach[13]
- 1971 – A Clockwork Orange, filmmusik
- 1980 – The Shining, filmmusik
- 1982 – Tron, filmmusik